# PC/IX
PC/IX est un système d'exploitation de type Unix destiné aux ordinateurs IBM PC/XT.
Le 12 janvier 1984, IBM annonce le système d'exploitation Personal Computer Interactive Executive. C'est un système dérivé d'UNIX System III d'AT&T, et développé pour IBM par Interactive Systems Corporation. La sortie est prévue pour avril, pour un tarif de 900 dollars américains. Le produit est finalement sorti au mois d'août. Il s'avérera trop exigeant en ressources pour le processeur Intel 8088.